# Jardin Ilan-Halimi
Jardin Ilan-Halimi (česky Zahrada Ilana Halimiho) je veřejný park v Paříži. Rozkládá se na ploše 4200 m2 ve 12. obvodu, vstup se nachází v ulici Rue de Fécamp u domu č. 54.

## Historie
Park byl otevřen v roce 1975 a původně se nazýval Jardin 54 rue de Fécamp podle adresy, kde je jeho vchod. Park byl v roce 2011 přejmenován na paměť Ilana Halimiho (1982-2006), mladého židovského mladíka původem z Maroka, který byl v roce 2006 umučen muslimskými přistěhovalci. Ilan si jako dítě chodil hrát do této zahrady. Pařížský starosta Bertrand Delanoë přejmenoval park 2. května 2011.

## Vražda Ilana Halimiho
Ilan Halimi byl 21. ledna 2006 vylákán 17letou dívkou íránského původu na pařížské předměstí, kde byl během 24 dnů vězněn gangem mladistvých, kteří žádali výkupné. Během této doby byl mučen. 13. února byl Halimi nalezen na předměstí nahý připoután ke stromu. Jeho pokožka byla z 80 % poleptaná kyselinou, pravděpodobně aby zakryla stopy po mučení. Měl četná bodná a další zranění, kterým cestou do nemocnice podlehl. Policie pachatele vypátrala během několika dní. V roce 2010 bylo v konečné instanci odsouzeno 16 osob.